# Saudi-arabische Fußballnationalmannschaft/Weltmeisterschaften
Der Artikel beinhaltet eine ausführliche Darstellung der saudi-arabischen Fußballnationalmannschaft bei Weltmeisterschaften. Saudi-Arabien nahm bisher sechsmal an Fußballweltmeisterschaften teil. Bestes Abschneiden ist das Erreichen des Achtelfinales bei der ersten Teilnahme 1994. Danach schied die Mannschaft immer in der Vorrunde aus. In der ewigen Tabelle der WM-Endrundenteilnehmer belegt Saudi-Arabien den 45. Platz.

## Überblick
| Jahr | Gastgeberland  | Teilnahme bis …    | Letzte(r) Gegner                | Ergebnis | Trainer                 | Bemerkungen und Besonderheiten |
| ---- | -------------- | ------------------ | ------------------------------- | -------- | ----------------------- | --- |
| 1930 | Uruguay        | nicht teilgenommen |                                 |          |                         | Staatsgründung erst 1932 |
| 1934 | Italien        | nicht teilgenommen |                                 |          |                         | Kein FIFA-Mitglied |
| 1938 | Frankreich     | nicht teilgenommen |                                 |          |                         | Kein FIFA-Mitglied |
| 1950 | Brasilien      | nicht teilgenommen |                                 |          |                         | Kein FIFA-Mitglied |
| 1954 | Schweiz        | nicht teilgenommen |                                 |          |                         | Kein FIFA-Mitglied |
| 1958 | Schweden       | nicht teilgenommen |                                 |          |                         | 1. Länderspiel erst 1957 nach der Auslosung der Qualifikationen |
| 1962 | Chile          | nicht teilgenommen |                                 |          |                         | |
| 1966 | England        | nicht teilgenommen |                                 |          |                         | |
| 1970 | Mexiko         | nicht teilgenommen |                                 |          |                         | |
| 1974 | Deutschland    | nicht teilgenommen |                                 |          |                         | |
| 1978 | Argentinien    | nicht qualifiziert |                                 |          |                         | In der Qualifikation in der 1. Runde am Iran gescheitert. |
| 1982 | Spanien        | nicht qualifiziert |                                 |          |                         | In der Qualifikation im Finalturnier an Neuseeland und Kuwait gescheitert. |
| 1986 | Mexiko         | nicht qualifiziert |                                 |          |                         | In der Qualifikation in der Westasien-Gruppenphase an den VAE gescheitert, das sich ebenfalls nicht qualifizieren konnte. |
| 1990 | Italien        | nicht qualifiziert |                                 |          |                         | In der Qualifikation in der Endrunde an Südkorea und den VAE gescheitert. |
| 1994 | USA            | Achtelfinale       | Schweden                        | 12.      | Jorge Solari            | Die Gruppenphase wurde punkt- und torgleich hinter den Niederlanden als Gruppenzweiter überstanden, die schlechtere Platzierung resultierte aus dem direkten Vergleich, der verloren wurde. Im Achtelfinale kam dann gegen den späteren Dritten das Aus. |
| 1998 | Frankreich     | Vorrunde           | Dänemark, Frankreich, Südafrika | 28.      | Carlos Alberto Parreira | Nach Niederlagen gegen Dänemark und den Gastgeber und späteren Weltmeister Frankreich und einem Remis gegen Südafrika als Gruppenletzter ausgeschieden.                                                                                                  |
| 2002 | Südkorea/Japan | Vorrunde           | Deutschland, Kamerun, Irland    | 32.      | Nasser al-Johar         | Nach drei Niederlagen und ohne Torerfolg als Gruppenletzter ausgeschieden. Das 0:8 gegen Deutschland ist die höchste WM-Niederlage für Saudi-Arabien und der höchste WM-Sieg für Deutschland.                                                            |
| 2006 | Deutschland    | Vorrunde           | Tunesien, Ukraine, Spanien      | 28.      | Marcos Paquetá          | Nach einem Remis gegen Tunesien und Niederlagen gegen die Ukraine und Spanien als Gruppenletzter ausgeschieden. |
| 2010 | Südafrika      | nicht qualifiziert |                                 |          |                         | In der Qualifikation in der 5. Runde an Bahrain gescheitert, das sich ebenfalls nicht qualifizieren konnte. |
| 2014 | Brasilien      | nicht qualifiziert |                                 |          |                         | In der Qualifikation in der 3. Runde an Australien und dem Oman gescheitert. |
| 2018 | Russland       | Vorrunde           | Russland, Uruguay, Ägypten      | 26.      | Juan Antonio Pizzi      | Nach Niederlagen in den ersten beiden Spielen schon vor dem letzten Spiel ohne Chance das Achtelfinale zu erreichen |
| 2022 | Katar          | Vorrunde           | Argentinien, Polen, Mexiko      |          | Hervé Renard            | Durch den 2:0-Sieg der Japaner gegen Australien vor den beiden letzten Spielen qualifiziert. Nach einem Sieg gegen Argentinien und Niederlagen gegen Polen und Mexiko als Gruppenletzter ausgeschieden.                                                  |

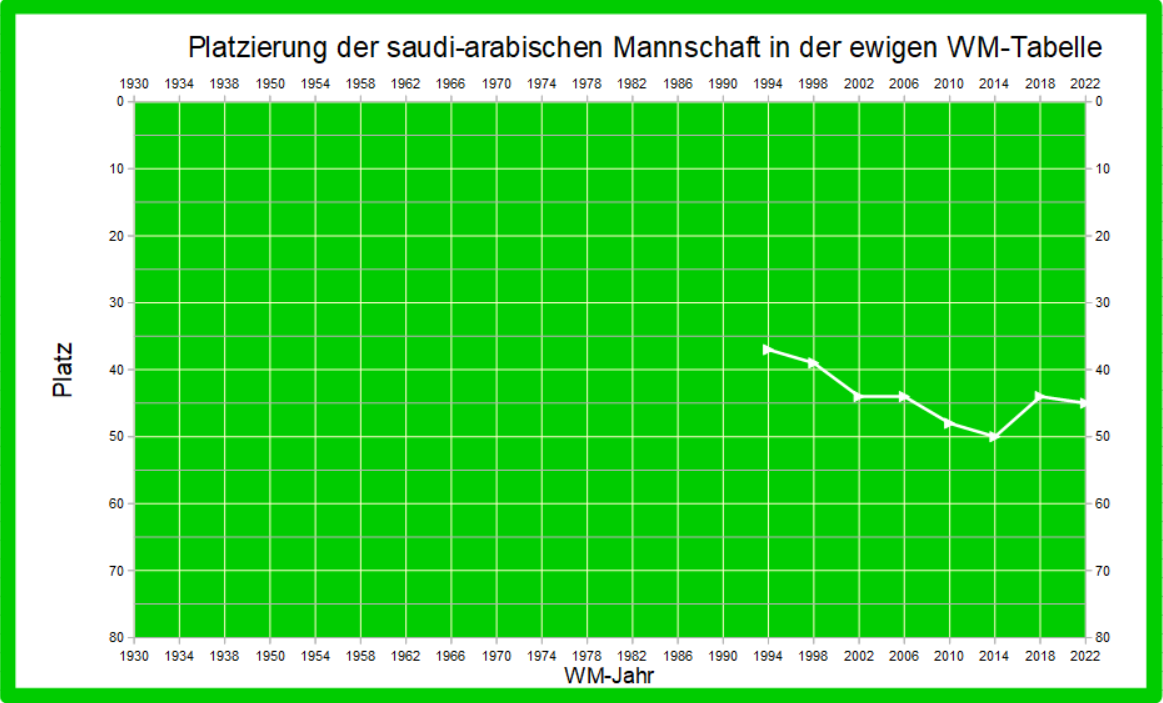
Platzierung der saudi-arabischen Mannschaft in der ewigen WM-Tabelle

Statistik (Angaben inkl. 2022: 22 Weltmeisterschaften)
- Keine Teilnahme: 10× (45 %; 1930, 1934, 1938, 1950, 1954, 1958, 1962, 1966, 1970 und 1974)
- Nicht qualifiziert: 6× (27 %; 1978, 1982, 1986, 1990, 2010 und 2014)
- Sportliche Qualifikation: 6× (27 % bzw. bei 50 % der Versuche)
  - Achtelfinale: 1× (5 %; 1994)
  - Vorrunde: 5× (23 %; 1998, 2002, 2006, 2018 und 2022)

## WM-Turniere

### Weltmeisterschaften 1930 bis 1974
Die Saudi Arabian Football Federation wurde erst 1956 gegründet und im gleichen Jahr in die FIFA aufgenommen, daher konnte Saudi-Arabien an den ersten fünf WM-Turnieren nicht teilnehmen, aber auch danach verzichtete der Verband fünfmal auf die Teilnahme an der Qualifikation.

### Weltmeisterschaft 1978
Für die WM in Argentinien wollte sich Saudi-Arabien erstmals qualifizieren. Am 12. November 1976 wurde in Dschidda das erste WM-Qualifikationsspiel bestritten und gegen Syrien mit 2:0 gewonnen. Das Rückspiel 14 Tage später in Damaskus wurde dagegen mit 1:2 verloren. Da beide die Spiele gegen den anderen Gruppengegner Iran verloren, schieden beide aus und der Iran konnte sich im weiteren Verlauf der Qualifikation erstmals für die WM-Endrunde qualifizieren.

### Weltmeisterschaft 1982
In der ersten Qualifikationsrunde für die WM in Spanien setzte sich Saudi-Arabien mit vier Siegen gegen den Irak, Katar, Bahrain und Syrien durch. Beim Finalturnier gelang aber nur ein Remis gegen Neuseeland. Die Spiele gegen Kuwait, das sich ebenso wie Neuseeland erstmals qualifizierte, und China wurden verloren, so dass Saudi-Arabien nur den letzten Platz in der Gruppe belegte.

### Weltmeisterschaft 1986
In der Qualifikation für die zweite WM in Mexiko scheiterte Saudi-Arabien, das die Fußball-Asienmeisterschaft 1984 gewonnen hatte, bereits in der ersten Runde an den Vereinigten Arabischen Emiraten. Der andere Gruppengegner Oman hatte nach der Auslosung zurückgezogen, so dass bereits nach zwei Spielen (0:0 und 0:1) die Qualifikation für die Saudis beendet war. Die Vereinigten Arabischen Emirate scheiterten dann am Irak, der sich dadurch zum bisher einzigen Mal qualifizieren konnte.

### Weltmeisterschaft 1990
In der Qualifikation für die zweite WM in Italien konnte sich Saudi-Arabien, das 1988 seinen Titel als Asienmeister verteidigt hatte, in der 1. Gruppenphase gegen Syrien und den Nordjemen durchsetzen und gab dabei nur einen Punkt ab. Der dritte Gruppengegner Bahrain hatte nach der Auslosung zurückgezogen. Bei der Endrunde, die in Singapur und Malaysia ausgetragen wurde, belegten die Saudis aber hinter Südkorea, den Vereinigten Arabischen Emiraten – die sich damit zum bisher einzigen Mal qualifizierten – sowie Katar und China nur den fünften Platz und konnte lediglich Nordkorea hinter sich lassen, gegen das der einzige Sieg gelang.

### Weltmeisterschaft 1994
Vier Jahre später gelang dann erstmals die Qualifikation. In der ersten Qualifikationsrunde für die WM in den USA konnte sich Saudi-Arabien zunächst als Gruppensieger bei Turnieren in Malaysia und Saudi-Arabien gegen Kuwait, Malaysia und Macau durchsetzen – Nepal hatte nach der Auslosung auf die Teilnahme verzichtet. Dabei gelang am 14. Mai 1993 mit dem 8:0 gegen Macau der höchste Länderspielsieg und keins der Spiele wurde verloren. In der finalen Gruppe mit Südkorea, Japan, dem Irak, dem Iran und Nordkorea belegte Saudi-Arabien den ersten Platz und konnte sich damit zusammen mit Südkorea für die WM-Endrunde qualifizieren.
In den USA wurden die Saudis in eine Gruppe mit den Niederlanden, Belgien und Marokko gelost und galten als Außenseiter. In ihrem ersten WM-Spiel verloren die Saudis dann auch mit 1:2 gegen die Niederlande, wobei Fuad Amin die Saudis bereits nach 18 Minuten mit dem ersten WM-Tor für die Saudis in Führung gebracht hatte, die bis zur 50. Minute hielt. Erst kurz vor Ende konnte der eingewechselte Gaston Taument den Sieg für den Favoriten sichern. Im zweiten Spiel gegen Marokko gelang dann den Saudis ihr erster WM-Sieg (2:1) und auch gegen die höher eingeschätzten Belgier, die gegen die Niederländer gewonnen hatten, konnten die Saudis gewinnen (1:0). Damit erreichten sie gleich bei ihrer ersten Teilnahme als Gruppenzweiter (punkt- und torgleich mit den Niederländern) die K.-o.-Runde. Im Achtelfinale trafen sie dann auf den späteren Dritten Schweden und verloren mit 1:3.

### Weltmeisterschaft 1998
In der Qualifikation für die zweite WM in Frankreich setzte sich Asienmeister Saudi-Arabien in der ersten Runde bei Turnieren in Malaysia und Saudi-Arabien gegen Malaysia, Taiwan und Bangladesch durch, gab dabei nur einen Punkt ab und kassierte nur ein Gegentor. In der zweiten Runde wurden zwar zwei Spiele verloren, dennoch reichte es zum ersten Platz und der direkten Qualifikation. Gruppengegner waren der Iran, der sich über die Playoffs qualifizierte, China, Katar und Kuwait. Gesichert wurde die Qualifikation aber erst am letzten Spieltag durch ein 1:0 in Katar.
In Frankreich trafen die Saudis, die vom Brasilianer Carlos Alberto Parreira trainiert wurden, der vier Jahre zuvor sein Heimatland zum vierten Titel geführt hatte, im ersten Spiel auf Dänemark und verloren mit 0:1. Gegen Gastgeber Frankreich wurde sogar mit 0:4 verloren, so dass schon vor dem letzten Gruppenspiel gegen WM-Neuling Südafrika das Aus feststand. Immerhin wurde gegen die Afrikaner noch ein 2:2 erreicht.

### Weltmeisterschaft 2002
Für die erste WM in Asien konnten sich neben den beiden Co-Gastgebern Südkorea und Japan noch zwei weitere asiatische Mannschaften direkt qualifizieren. Eine weitere hatte die Chance sich über die interkontinentalen Playoffs zu qualifizieren. In der ersten Runden setzte sich Saudi-Arabien mit sechs Siegen ohne Gegentor gegen Vietnam, Bangladesch und die Mongolei durch. In der zweiten Runde wurde zwar im Iran verloren, aber dennoch wurde wieder der erste Platz vor dem Iran, Bahrain, dem Irak und Thailand belegt, wodurch sich Saudi-Arabien direkt qualifizieren konnte. Der Iran scheiterte in den interkontinentalen Playoffs an Irland.
In Asien traf Saudi-Arabien im ersten Gruppenspiel auf den späteren Vizeweltmeister Deutschland und geriet mit 0:8 unter die Räder, wobei dem späteren WM-Rekordtorschützen Miroslav Klose seine ersten drei WM-Tore gelangen. Im zweiten Spiel gegen Kamerun fiel die Niederlage mit 0:1 glimpflicher aus, gegen Irland wurde dann zum Schluss mit 0:3 verloren. Damit schieden die Saudis erstmals ohne eigenes Tor aus.

### Weltmeisterschaft 2006
In der Qualifikation für die zweite WM in Deutschland musste Saudi-Arabien erst in der zweiten Runde antreten und setzte sich in einer Gruppe mit Turkmenistan, Indonesien und Sri Lanka mit sechs Siegen als Gruppensieger durch. In der dritten Runde wurden Südkorea, das sich ebenfalls qualifizierte, Usbekistan und Kuwait hinter sich gelassen.
In Deutschland trennten sich Tunesien und Saudi-Arabien im ersten Spiel 2:2. Für beide blieb es der einzige Punkt, da beide ihre Spiele gegen die beiden anderen Gruppengegner, die Ukraine und Spanien verloren. Gegen WM-Neuling Ukraine verloren die Saudis mit 0:4 und gegen Spanien mit 0:1. Damit verabschiedete sich Saudi-Arabien für mindestens 12 Jahre von der WM-Bühne.

### Weltmeisterschaft 2010
In der Qualifikation für die erste WM in Afrika musste Saudi-Arabien erst in der dritten Runde eingreifen. In einer Gruppe mit Usbekistan, Singapur und Libanon setzen sich die Saudis zusammen mit den Usbeken durch und erreichten die vierte Runde. In dieser waren dann Süd- und Nordkorea besser. Lediglich der Iran und die Vereinigten Arabischen Emirate konnten die Saudis hinter sich lassen. Der dritte Platz reichte aber, um die Playoffs der Gruppendritten zu erreichen. Hier trafen die Saudis auf Bahrain. Nach einem 0:0 im Auswärtsspiel ging das Heimspiel 2:2 aus, wodurch Bahrain aufgrund der Auswärtstorregel die Interkontinentalen Playoffs gegen Neuseeland erreichte und dort scheiterte.

### Weltmeisterschaft 2014
In der Qualifikation für die zweite WM in Brasilien musste Saudi-Arabien erst in der zweiten Runde antreten und setzte sich mit 3:0 und 5:0 gegen Hongkong durch. Die dritte Runde, in der Australien, der Oman und Thailand die Gegner waren, wurde nur als Gruppendritter abgeschlossen, wobei lediglich das Heimspiel gegen Thailand gewonnen wurde. Australien konnte sich dann in der weiteren Qualifikation durchsetzen, während der Oman in der vierten Runde scheiterte.

### Weltmeisterschaft 2018
In der Qualifikation traf die Mannschaft in der zweiten Runde auf die Vereinigten Arabischen Emirate, Palästina, Osttimor und Malaysia. Saudi-Arabien startete mit vier Siegen, gab dann gegen Palästina beim torlosen Remis den ersten Punkt ab, konnte dann aber in Osttimor mit einem 10:0 den bisher höchsten Sieg seiner Geschichte einfahren. Mit einem Sieg gegen Malaysia und einem Remis bei den Vereinigten Arabischen Emiraten in den beiden letzten Spielen wurde als Gruppensieger die dritte Runde erreicht. Hier waren Australien, Japan, wieder die VAE, der Irak und Thailand die Gegner. Mit sechs Siegen, einem Remis und drei Niederlagen wurden die Saudis Gruppenzweiter und sind damit direkt für die Endrunde qualifiziert. Entscheidend dabei war ein 1:0 am letzten Spieltag gegen die bereits qualifizierten Japaner, wodurch sie punktgleich mit Australien wurden, aber diese dank der besseren Tordifferenz in die vierte Runde schicken konnten, über die sich die Australier dann auch qualifizierten. Am 22. November 2017 wurde Trainer Bauza entlassen, der erst im September das Amt übernommen hatte.
Bei der Endrunde durfte Saudi-Arabien als erste asiatische Mannschaft das Eröffnungsspiel bestreiten und verlor mit 0:5 gegen Gastgeber Russland. Gegen Ex-Weltmeister Uruguay zogen sie sich im zweiten Spiel besser aus der Affäre und verloren nur mit 0:1. Damit hatten sie aber ebenso wie Ägypten, das auch gegen Russland und Uruguay verloren hatte, keine Chance mehr das Achtelfinale zu erreichen. Gegen Ägypten gerieten sie dann zwar bereits nach 22 Minuten in Rückstand, in der Nachspielzeit der ersten Halbzeit gelang den Saudis aber der Ausgleich und in der zweiten Halbzeit konnten sie noch den 2:1-Siegtreffer erzielen. Damit verbesserten sie sich in der ewigen Rangliste um sechs Plätze.

### Weltmeisterschaft 2022
Saudi-Arabien, das seit 2019 von Hervé Renard trainiert wird, musste erst in der zweiten Runde der Qualifikation antreten. Gegner waren Usbekistan, Palästina,  Singapur und der Jemen. Die Qualifikation begann für die Saudis mit einem 2:2 gegen den Jemen auf neutralem Platz in Bahrain im Herbst 2019.  Nach einem 3:0 daheim gegen Singapur, einem torlosen Remis in Palästina und einem 3:2 in Usbekistan wurde die Qualifikation aufgrund der COVID-19-Pandemie unterbrochen. So fanden im Jahr 2020 keine Spiele statt. Im März 2021 wurde die Qualifikation dann fortgesetzt. Die Saudis gewannen auch die restlichen vier Spiele ohne Gegentor und erreichten als einer von acht Gruppensiegern wie die vier besten Gruppenzweiten die dritte Runde, die im September 2021 begann. Hier gewannen die Saudis die ersten vier Spiele und mussten erst beim torlosen Remis in Australien einen Punkt abgeben. Nach zwei weiteren 1:0-Siegen, wurde in Japan mit 0:2 verloren.  Als die Japaner am vorletzten Spieltag mit 2:0 in Australien gewannen und sich damit vorzeitig für die WM-Endrunde qualifizierten, stand aber auch die vorzeitige Qualifikation der Saudis vor den letzten beiden Spielen fest. In diesen holten sich die Araber dann noch den Gruppensieg.
Bei der Endrunde traf Saudi-Arabien auf Südamerikameister Argentinien, Mexiko und Polen. Gegen keinen der Gruppengegner konnte zuvor ein Spiel gewonnen werden. Im ersten Spiel gelang ein Überraschungssieg gegen Argentinien, wodurch für die Argentinier eine Serie von 35 Spielen ohne Niederlage endete. Die beiden folgenden Spielen gegen Mexiko und Polen wurden aber verloren, so dass die Saudis als Gruppenletzte nach der Vorrunde ausschieden.

### Weltmeisterschaft 2026
Für die erste WM in drei Ländern – Kanada, Mexiko und den USA – wurde die Zahl der Teilnehmer auf 48 erhöht und den asiatischen Mannschaften drei feste Plätze mehr zugestanden, so dass sich nun acht AFC-Mitglieder direkt qualifizieren können. Eine weitere asiatische Mannschaft nimmt am WM-Play-off-Turnier im März 2026 teil. Die Saudis müssen erst in der zweiten Runde in die Qualifikation einsteigen und treffen dort zwischen November 2023 und Juni 2024 in Hin- und Rückspielen auf Jordanien, Pakistan und Tadschikistan. Gegen Jordanien ist die Bilanz ausgeglichen, gegen Pakistan wurde noch nie gespielt und gegen Tadschikistan wurde das bisher einzige Spiel gewonnen.

### Weltmeisterschaft 2034
Als voraussichtlicher Gastgeber der Fußball-Weltmeisterschaft 2034 ist die saudi-arabische Mannschaft direkt für die Endrunde des Turniers qualifiziert.

## Spieler

### Rangliste der saudi-arabischen WM-Spieler mit den meisten Einsätzen
1. Mohammad ad-Daʿayyaʿ – 10 Spiele bei vier Turnieren
2. Abdullah Zubromawi und Sami al-Dschabir – 9 Spiele bei drei bzw. vier Turnieren
4. Ahmad ad-Duchi, Salem al-Dawsari, Mohammed al-Khilaiwi, Khalid al-Muwallid, Said al-Uwairan, Nawaf at-Tamyat, Fuad Amin, Hamzah Saleh, Hussein Suleimani, Rida Tukar – 6 Spiele bei drei (ad-Duchi, at-Tamyat und Suleimani) bzw. zwei Turnieren

### Rangliste der saudi-arabischen WM-Spieler mit den meisten WM-Toren
1. Salem al-Dawsari und Sami al-Dschabir – 3 Tore
2. Fuad Amin – 2 Tore
3. 5 Spieler je 1 Tor

### WM-Kapitäne
- 1994: Madschid Mohammed Abdullah (1. und 3. Spiel bis zur Halbzeitpause), Mohammad al-Jawad (2. und 4. Spiel bis zur 54. Minute)
- 1998: Fuad Amin
- 2002: Sami al-Dschabir (1. Spiel), Mohammad ad-Daʿayyaʿ (2. und 3. Spiel)
- 2006: Hussein Suleimani (1. und 2. Spiel), Sami al-Dschabir (3. Spiel)
- 2014: Osama Hawsawi
- 2022: Salman al-Faraj (1. Spiel), Salem al-Dawsari (2. und 3. Spiel)

### Anteil der im Ausland spielenden Spieler im WM-Kader
2018 setzen die Saudis erstmals drei Spieler ein, die nicht in Saudi-Arabien spielten: Yahya al-Shehri, Salem al-Dawsari und Fahad al-Muwallad, die kostenlos an drei spanische Vereine ausgeliehen wurden.

### Bei Weltmeisterschaften gesperrte Spieler
- 1994: Fuad Amin erhielt im zweiten Gruppenspiel die zweite Gelbe Karte und war für das letzte Gruppenspiel gesperrt. Khalid al-Muwallid erhielt im Achtelfinale die zweite Gelbe Karte, die keinen Effekt hatte, da die Saudis ausschieden.
- 1998: Mohammed al-Khilaiwi erhielt im Spiel gegen Frankreich bereits in der 18. Minute wegen groben Foulspiels die Rote Karte und war für das letzte Gruppenspiel gesperrt.
- 2022: Abdulellah al-Malki erhielt im zweiten Gruppenspiel die zweite Gelbe Karte und war für das letzte Gruppenspiel gesperrt. Abdulelah al-Amri erhielt im dritten Gruppenspiel die zweite Gelbe Karte, die keinen Effekt hatte, da die Saudis ausschieden.

## Spiele
Saudi-Arabien bestritt bisher 19 WM-Spiele, von denen vier gewonnen und 13 verloren wurden. Zwei Spiele endeten remis. Dabei traf Saudi-Arabien zweimal auf den Gastgeber und zweimal auf den späteren Weltmeister, aber nie auf den Titelverteidiger. Zweimal traf Saudi-Arabien auf WM-Neulinge: 1998 auf Südafrika und 2006 auf die Ukraine.
Alle Spiele sind bisher einmalig. Die meisten Spiele bestritt Saudi-Arabien gegen europäische Mannschaften. Bei allen Teilnahmen vor 2018 spielten die Saudis gegen mindestens zwei europäische und eine afrikanische Mannschaft, aber nie gegen Mannschaften aus Amerika, Asien oder Ozeanien. 2018 spielten sie erstmals in der Vorrunde nur gegen eine europäische Mannschaft und erstmals eine südamerikanische Mannschaft. 2018 bestritten sie als erste asiatische Mannschaft das Eröffnungsspiel, wo sie auf den Gastgeber trafen.
| Alle WM-Spiele |                   |          |             |   |                       |              |                                              |
| Nr.            | Datum             | Ergebnis | Gegner      |   | Austragungsort        | Anlass       | Bemerkungen                                  |
| 1              | 20. Juni 1994     | 1:2      | Niederlande | * | Washington, D.C., USA | Vorrunde     | Erstes Spiel gegen die Niederlande           |
| 2              | 25. Juni 1994     | 2:1      | Marokko     | * | East Rutherford, USA  | Vorrunde     |                                              |
| 3              | 29. Juni 1994     | 1:0      | Belgien     | * | Washington, D.C., USA | Vorrunde     | Erstes Spiel gegen Belgien                   |
| 4              | 03. Juli 1994     | 1:3      | Schweden    | * | Dallas, USA           | Achtelfinale |                                              |
| 5              | 12. Juni 1998     | 0:1      | Dänemark    | * | Lens, FRA             | Vorrunde     |                                              |
| 6              | 18. Juni 1998     | 0:4      | Frankreich  | A | Saint-Denis, FRA      | Vorrunde     | Erstes Spiel gegen Frankreich                |
| 7              | 24. Juni 1998     | 2:2      | Südafrika   | * | Bordeaux, FRA         | Vorrunde     | Erstes Spiel gegen Südafrika                 |
| 8              | 01. Juni 2002     | 0:8      | Deutschland | * | Sapporo, JPN          | Vorrunde     | Höchster WM-Sieg für Deutschland.            |
| 9              | 06. Juni 2002     | 0:1      | Kamerun     | * | Saitama, JPN          | Vorrunde     |                                              |
| 10             | 11. Juni 2002     | 0:3      | Irland      | * | Yokohama, JPN         | Vorrunde     | Erstes Spiel gegen Irland                    |
| 11             | 14. Juni 2006     | 2:2      | Tunesien    | * | München, DEU          | Vorrunde     |                                              |
| 12             | 19. Juni 2006     | 0:4      | Ukraine     | * | Hamburg, DEU          | Vorrunde     | Erstes Spiel gegen die Ukraine               |
| 13             | 23. Juni 2006     | 0:1      | Spanien     | * | Kaiserslautern, DEU   | Vorrunde     | Erstes Spiel gegen Spanien                   |
| 14             | 14. Juni 2018     | 0:5      | Russland    | A | Moskau (RUS)          | Vorrunde     | Eröffnungsspiel                              |
| 15             | 20. Juni 2018     | 0:1      | Uruguay     | * | Rostow am Don (RUS)   | Vorrunde     |                                              |
| 16             | 25. Juni 2018     | 2:1      | Ägypten     | * | Wolgograd (RUS)       | Vorrunde     |                                              |
| 17             | 22. November 2022 | 2:1      | Argentinien | * | Lusail (QAT)          | Vorrunde     | Einzige Niederlage des späteren Weltmeisters |
| 18             | 26. November 2022 | 0:2      | Polen       | * | ar-Rayyan (QAT)       | Vorrunde     |                                              |
| 19             | 30. November 2022 | 1:2      | Mexiko      | * | Lusail (QAT)          | Vorrunde     |                                              |

### Höchste Siege und Niederlagen
Der 1:0-Sieg gegen Belgien ist ebenso gleichzeitig der höchste Sieg gegen die Belgier, wie das 2:1 gegen die Argentinier.
Gegen folgende Länder kassierte Saudi-Arabien seine höchsten Niederlagen bei WM-Turnieren:
- Deutschland: Vorrunde 2002 – 0:8
- Frankreich: Vorrunde 1998 – 0:4 (einziges Spiel gegen Frankreich)
- Irland: Vorrunde 2002 – 0:3 (einziges Spiel gegen Irland)
- Niederlande: Vorrunde 1994 – 1:2 (einziges Spiel gegen die Niederlande)
- Polen: Vorrunde 2022 – 0:2
- Russland: Vorrunde 2018 – 0:5 (erste Niederlage gegen Russland)
- Schweden: Achtelfinale 1994 – 1:3
- Ukraine: Vorrunde 2006 – 0:4 (einziges Spiel gegen die Ukraine)
- Uruguay: Vorrunde 2018 – 0:1 (erste Niederlage gegen Uruguay)

## Negativrekorde
Die meisten Turnier-Gegentore:
- 2002: 12 in 3 Spielen

Höchste Niederlage bei einem Turnier:
- 2002: 0:8 gegen Deutschland
- 2018: 0:5 gegen Russland (höchste Niederlage in einem off. Eröffnungsspiel)

Schlechteste Mannschaft der WM-Endrunde 2002 (von der FIFA auf Platz 32 eingestuft).